# Robert Kagan

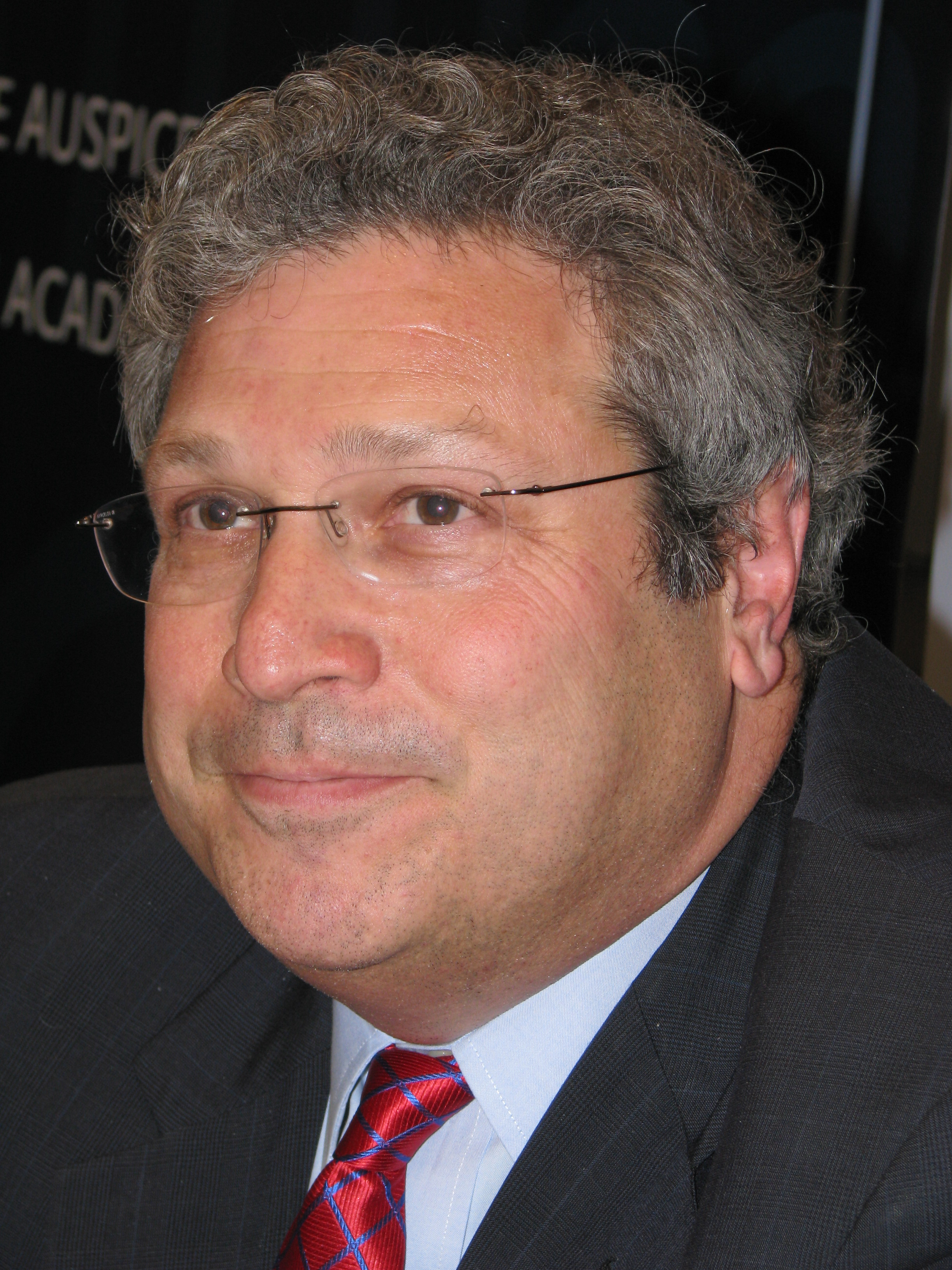
Robert Kagan, Warsaw (Poland), April 17, 2008

Robert Kagan (Atenes, 26 de setembre de 1958). Catedràtic i comentarista polític neoconservador estatunidenc. Es va graduar a la Universitat Yale l'any 1980. Master per la Kennedy School of Government a la Universitat Harvard i doctorat (PhD) per l'American University a Washington, DC. Cofundador del Projecte per al Nou Segle nord-americà (PNAC), fou un dels signants de la PNAC Carta Arxivat 2006-08-22 a Wayback Machine. adreçada al President dels Estats Units Bill Clinton el 26 de gener de 1998. Membre del Comitè de Relacions Exteriors nord-americà. El seu germà Frederick i el seu pare Donald també són influents neoconservadors nord-americans, afiliats al PNAC.
Kagan va treballar al Department d'Estat d'Afers Inter-Americans (State Department Bureau of Inter-American Affairs) (1985-1988) i redactà discursos per al secretari d'estat George P. Shultz (1984-1985). Anteriorment, havia estat assessor de política exterior del diputat de Nova York a la Cambra de Representants i futur candidat republicà a la vicepresidència del país Jack Kemp (1983). Kagan és associat sènior del Carnegie Endowment for International Peace.
Ha escrit per aThe New Republic, Policy Review, el Washington Post (mensualment), i el Weekly Standard. Actualment viu a Brussel·les amb la seva família. Està casat amb Victoria Nuland, actual ambaixadora nord-americana a l'OTAN i té dos fills, Elena i David.
La bibliografia de Robert Kagan inclou:
Dangerous Nation: America's Place in the World from its Earliest Days to the Dawn of the Twentieth Century.
Of Paradise and Power: America and Europe in the New World Order.